# Луп (Сполето)
Вижте пояснителната страница за други личности с името Луп.
Луп или Лупо (Lupus, Lupo; † 752) е от 745 до 752 г. dux на лангобардското Херцогство Сполето.

## Биография
Луп е през юни/юли 745 г. по неизвестни причини наследник на dux Тразимунд II. Той признава през 746 г. краля на лангобардите Ратчис. Херцог Лупо посещава двора на Ратчис в Павия.
Той прави подаръци на манастира Фарфа (днес: Abbazia di Farfa) и основава през 751 г. манастира „Св. Георги“ при Риети за лангобардски и франкски калугерки. Със съпругата си Ермелинда подарява църквата „S. Maria“ в Органо.
Луп умира 752 г. в Сполето. Последван е вероятно за кратко от dux Унулф. След това крал Айзтулф не дава дуката отново, а го управлява като собственост на короната.